# 少年悍將GO！
《少年悍將GO！》（英語：Teen Titans Go!）是2013年由美國卡通頻道和華納（Warner Bros.）共同製作的卡通電視節目。也是DC系列《少年悍將》漫畫的改編卡通，跟前作不同點在於，本作畫法以萌系畫風呈現，更大的特點是它著重在喜劇效果上，沒有前作的黑暗、嚴肅氣氛，劇中多圍繞在少年悍將們沒有大人陪同、拯救世界之閒暇之餘的平時生活。本作最大的看點是製作組將許多DC漫畫的人物做為背景角色呈現。本作含有許多諷刺現實之內容。
台灣的卡通頻道於2014年1月6日首播，香港則於Netflix上架。

## 背景城市
高譚市（Gotham City）
本作的背景都市，蝙蝠俠守護的地方，同時也是少年悍將居住的雀躍城的所在地的聯絡點。
雀躍城（Jump City）
少年悍將所居住的城市。
鋼鐵城（Steel City）
少年悍將東行小組所居住的城市。

## 人物

### 主要角色
羅賓（迪克·格雷森）（Robin）
配音：美國→史考特·門維爾 台灣→劉傑
本名：迪克·格雷森（Dick Grayson）
少年悍將的隊長，也是蝙蝠俠的繼長子和第一任跟班，未來第四任羅賓達米安·韋恩的繼哥，在組tt前是很膽小的人'完美主義者和控制狂，因為自己沒有超能力所以常常自卑。有一雙如嬰兒般的小手手，時常被其他人嘲笑。不願公開自己面罩下的真面目，面罩拿下後是一個可愛的正太臉，但其中一眼住著寄生兄弟。睡覺時為了矯正牙齒會帶著牙套。戰鬥時會用許多不同的武器。規定星期一出任務時必須騎摩托車(隊伍裡只有他有)，其實是只想給自己表現。喜歡俏嬌娃，也大方表現愛意，但好像不怎麼有用。常常開強制會議。個性和對感情的表達與前作有極大的反差，且與星火的關係也重新改用了新52的設定。
俏嬌娃/星火 (Starfire）
配音：美國→辛登·瓦爾希 台灣→謝佼娟
本名：寇莉安（Koriand'r）
少年悍將成員之一，有明亮的綠色眼睛和淺橘色皮膚，和很長的腋毛。進tt前是澎澎頭造型且只會說外星語，塔馬拉星國王的女兒，熱情娃/黑火的妹妹。攻擊方式是使用眼睛的綠色雷射光（根據此處可知本作的故事發生在前作第二季第七集“蛻變”之後）、雙手的光球以及其巨大的力氣。個性十分熱情、采烈，總是樂於幫助其他人。平時會用舌頭舔絲絲，幫牠洗澡。愛貓成癡（實際上什麼寵物都愛），就連羅賓穿上貓裝扮成貓也一樣喜歡。很喜歡姊姊熱情娃，甚至不准別人排擠他。現在的俏嬌娃與前作的形象略有修改：她的鞋底上有一個星星圖案，頭髮變成粉紅色且更厚、更長。個性與前作相比,變得相當情緒化,且有時候會做些令人無法理解的事,例如在馬桶裡煮麻辣鍋,喝魚缸的水,以及和鬆餅機/冰淇淋杓等沒生命的物品當朋友。
酷姬（Raven）
配音：美國→泰拉·史壯 台灣→詹雅菁
本名：瑞雯·瑞秋·羅斯（Raven Rachel Roth）
少年悍將成員之一，宇宙魔王特力貢（Trigon）的女兒，有一雙美腿，額頭前有一顆脈輪石，在進tt前一樣無改變。是一個半人半惡魔。擅長使用黑暗魔法以及惡魔化攻擊，攻擊時會念著「Azarath Metrion, zinthos」的咒語。惡魔化時會多出一雙眼睛，並變有多隻觸手。很喜歡老人。平時很淡定，但在情緒過度憤怒時能力會失控（而且能力絕對會朝著男孩們攻擊，尤其是人皮獸）。多數都待在自己的房間禪坐，但有時候也會和其他成員有互動，甚至比前作瘋狂。心中的黑暗面會使得自己外貌變惡魔。人皮獸愛慕的好感對象，不善於表達心中的想法，總是帶有神秘風格，不敢告訴其他人自己喜歡人皮獸。由於酷姬的配音員同時也為《彩虹小馬》的女主角紫悅（Twilight Sparkle）配音，再加上兩個角色都能使用魔法，因此本作特別加入了酷姬喜歡漂漂小飛馬（Pretty Pretty Pegasus）的設定。外觀與前作有些不同，原本深紫色的頭髮現在是黑色且更短，灰色皮膚更接近白色，穿著的連帽斗篷更长且變成是紫羅蘭色的。
鋼骨（Cyborg）
配音：美國→凱瑞·派頓 台灣→林谷珍
本名：維克多·史東（Victor Stone）
少年悍將成員之一，最強壯、飽學知識的隊員。與前作相比變得極為不正經。喜歡偷穿羅賓的緊身褲，身體大多是意外後改裝的機械構成，在進tt前是一個叫維克的人'能透過手中的音波炮和隱藏式武器來攻擊，但現在多了前作沒有的新功能，例如利用噴氣推進系統飛行、身體內置ATM、可以无限伸长的脖子和肉丸烤箱，而且在故障或者失去電能後身體的藍色部分不會失去顏色。喜歡破壞戀愛氣氛。和人皮獸特別要好，一樣喜歡吃披薩和玩電動。個性非常自以為是，總是和人皮獸不考慮事情的後果，而最後都變得不可收拾。最喜歡的歌曲是《The night begins to shine》(當夜晚開始發亮，最新一集翻譯成夜空綻放光明)。與五人幫的金兒互相喜歡並短暫交往。
人皮獸（Beast boy）
配音：美國→葛瑞格·塞普斯 台灣→楊凱凱
本名：加菲·馬克·羅根（Garfield Mark "Gar" Logan）
少年悍將成員，穿著死亡巡邏隊的制服。超能力是可以變成地球上任何的動物，雖然外型還是一樣是綠色'。是素食主義者，在進tt前一樣無改變'雖自稱吃全素,但有好幾集都出現他喝牛奶的畫面。是酷姬的愛慕對象，後期也喜歡上酷姬，時常展開熱烈追求或調情，忌妒阿奎拉與酷姬來往。和鋼骨是好朋友，兩個經常作傻事惹得羅賓生氣。喜歡吃披薩和對悍將們惡作劇。常常說「老兄」這個詞。曾經喜歡過泰拉及酷姬，但後來卻遭到拒絕。
絲絲（Silkie）
少年悍將們的寵物，通常是俏嬌娃在照顧。是一隻由天蠶怪培育出來的變種蠶寶寶，如果飢餓時食量會變得十分可怕。在本作中外觀是淡粉紅色而不是乳白色，且在被杀人蛾变为天蝉后可以说话。個性可愛又好動，但總是給少年悍將們惹來麻煩。有個類似自己的綠色朋友叫恰克（Chuck），被大家誤認是人皮獸變的。在前作「我能留下牠嗎？」一集中來看，絲絲被人皮獸當作是寵物，但後來人皮獸把絲絲交給俏嬌娃照顧。

### 主要配角
蝙蝠俠（Batman）
本名：布魯斯·韋恩（Bruce Wayne）
羅賓的師父，少年悍將的聯絡者。高譚市的守護者，正義聯盟成員之一，在本作時常以背景角色和高登警長一同出現，或超市中的立像。
高登局長（Comissioner Gordon）
蝙蝠俠的聯絡人兼好友，蝙蝠女孩的父親，在本作時常以背景
超人（Superman）
本名：克拉克·肯特（Clack Kent）
最知名的超級英雄，正義聯盟成員之一，蝙蝠俠的同伴。在本作以背景登場
特力貢（Trigon）
酷姬的父親，一名來自異次元的惡魔。与前作不同的是，特力貢在地球上的時候經常會變得跟與人類大小一般，且會穿著人類的衣服，性格方面也變得更加溫和，與酷姬關係不好的原因也變成了因兩人的意見經常不合
少年正義聯盟
DC宇宙中16號地球的一支少年英雄小隊，在本作第二季第17集和第五季第17集中以背景角色登場（由于本作中罗宾与闪电小子发生重复，所以在本集中只有海少侠、火星少女和超级小子登场）。
红X（Red X）
罗宾潜入海夫大厦时的虚假身份，跟前作不同的是，罗宾在出发前就已经向其他少年泰坦成员公布了这个身份。

#### 少年悍將東行小組（英语：Titans East）
黃蜂女/大黃蜂（Bumblebee）
東部悍將的隊長兼少年悍將前隊員，具有召喚蜜蜂和縮小的超能力。
阿奎拉（Aqualad）
配音：美國→Wil Wheaton 台灣→蔣鐵城
水行俠的助手，亞特蘭提斯人，東部悍將成員之一。因住在海裡，被鋼骨認定是海盜。
曾經與酷姬短暫交往，分手轉為後與泰拉交往，但經過酷姬和人皮獸介入他和泰拉的關係後與泰拉分手。
快手（Speedy）
配音：美國→Scott Menville
綠箭俠的弟子，東部悍將成員之一，羅賓討厭的對象之一。
瑪斯與梅諾斯（Mas＆Menos）
配音：美國→Freddy Rodriguez
超能雙胞胎兄弟，兩人在一起才能展現能力，東部悍將成員之一，並且只會講西班牙語(台版配音為國語)。

#### 非人類少年悍將
超級小鷹（Super Robin）
在「超級羅賓」一集中羅賓實驗用的一隻知更鳥，在實驗失敗中獲得了羅賓的所有能力。
嘻哈弟（Beat Box）
羅賓和鋼骨用羅賓的一支棍子和一個磁帶放音機組成的一個成精了的放音機。
鳥飛標（Bird-a-Rang）
配音：美國→史考特·門維爾 台灣→劉傑
羅賓的一隻飛鏢，和嘻哈弟一樣是羅賓和鋼骨一起讓它成了精。
折磨機（Pain Bot）
配音：美國→史考特·門維爾（大多數時候）凱哈瑞·佩頓（「魔腦」一集）
原來是熱血兄弟製造的一隻可以把少年悍將暴打一頓的機器人，在「小小跟班」中被鋼骨感化並收養。
大衛/戴夫（Dave）
鋼骨在「小小跟班」中收養折磨機後人皮獸為了安慰自己而養的一隻灰狼，特別喜歡撕咬羅賓的衣服。

### 中立角色
泰拉／土石女（Terra）
配音：美國→Ashley Johnson 台灣→林美秀
擁有控制土壤、石塊的超能力。在前作中跟少年泰坦關係很好（但在本作中反目）。曾為了在少年悍將當臥底而誘惑人皮獸並讓其進入悍將之塔，最後被得知一切的酷姬識破而被送到了一個只有垃圾場的象限。
與人皮獸分手轉為後與阿奎拉(水少俠)交往。和前作不同的是，初次登場時已能控制自己的超能力（但和酷姬一樣會在暴怒時能力朝著男孩們失控），而且结局并没有石化，甚至很反感人皮獸。

### 主要反派
光博士（Dr.Light）
配音：美國→Scott Menville
本名：亞瑟·賴特（Arthur Light）
少年悍將的敵人，其衣服能控制光能量並以手發射出來。
羅絲·威爾森 (Rose Wilson(Ravager))
配音：林美秀
在前作並未出現，但在本作視為敵人，出現於"酷學校"以及"拯救男生大作戰上下兩集"，被關在少年監護所，曾和酷姬互有共識而成為朋友，但因後續糾紛分裂，打算毀了少年悍將，缺點是太酷了，真摯感情對他是致命傷。根據前作漫畫可知其為史萊德的女兒。
天蠶怪 (Killer Moth)
絲絲原來的主人，在前作第二季第六集“與真命天子有約”之後以為絲絲週丟而寫了尋寵啟示，在羅賓歸還絲絲後本想把絲絲變成一個可以摧毀雀躍城的天蚕。
小閃電俠／閃電小子(Kid Flash)
配音: 美國→Will Friedle 台灣→何志威
閃電俠的徒弟。在罗宾创立少年悍將（起初成员为少年悍將东行小组的成员+还是人类的钢骨+闪电小子）后企图夺走少年少年悍將队长的位置，后来罗宾在少年泰坦队员的帮助下打断了闪电小子的小腿并扔下天神大厦后拿回队长席位（第4季第24B/25A集“回忆”）。后来又通过赛跑抢走了少年悍將队长席位，但最终因再次被罗宾打断小腿而失败（第2季第18B集“多才多艺”）。
魔腦（Brain）
一隻擁有一個真正的人類大腦的機器人，布萊恩的哥哥，在前作中為「邪惡兄弟會」的領導，但在本作中大多數時候都是單獨行動。
瑪拉 (漫畫)（Monsieur Mallah）
魔腦的夥伴，前作中「邪惡兄弟會」的主要成員。
控制狂 (漫畫)（Control freak）
一個喜愛看電視的胖子反派，主要武器是一支高科技遙控器，和酷姬一樣喜愛《漂漂小飞马》。
莫校長（Mad mod）
一名英國來的，相當神經質的反派，在本作「老年泰坦」中把除酷姬外的所有少年悍將成員變成了老人（在前作第三季第7集“革命”一集中干过同样的事情）。
魔術師曼波（Mumbo jumbo）
一位魔術師，及其神經質。在前作中一檔魔杖摧毀就會恢復原狀（目前在本作中他的魔杖還沒被摧毀過）。本作中他是羅賓沉迷魔術的主要根源。
熱血兄弟（Brother Blood）
配音：于正昌
原海夫學院的校長，海夫五人組的老師。在本作中單獨行動。在「小小手」一集中讓除羅賓以外的少年悍將成員失憶。與前作不同的是本作中他的服裝多了一雙紅色的靴子。
史萊德/喪鐘（Slade）
前作第一～二季的主要反派。在本作中第一次被提到是在第二季第25集。在2018年的院線電影《少年悍將GO! 大電影》中计划控制所有的超级英雄以控制全DC宇宙。
傑德·威爾森（Jade Wilson）
史萊德的偽裝，一名超級英雄電影的導演。在2018年的院線電影《少年悍將GO! 大電影》中正式登場。

#### 五人幫/海夫五人組（H.I.V.E Five）
少年悍將的死對頭，常常被他們惡整。
急智摩（Gizmo）
配音：美國→Lauren Tom 台灣→雷碧文
海夫5人組的隊長，十分擅長機械上的攻擊。
金兒（Jinx）
配音：美國→Lauren Tom 台灣→詹雅菁
海夫5人組的成員，樣子與前作相同，名字代表"不幸和災厄"。擅長魔法攻擊，能造成任何不幸的事件。本身與少年悍將們亦敵亦友，與鋼骨相愛。
瑪莫（Mammoth）
海夫5人組的成員，體型極為碩大，但頭腦簡單。
比利多多（Billy Numerous）
海夫5人組的成員，能變出許多分身作為攻擊主力。
千里眼（See-More）
海夫5人組的成員，他的單眼能作多功能攻擊。

## 相關用語
地名
- 天神大廈（Titans Tower）

少年悍將的根據地，位於海灣裡的小島上。外型和英文的Ｔ相同，至少有85層樓。其客廳位於頂樓，且其屋頂經常被鋼骨，酷姬和俏嬌娃起飛時撞穿。本作中有些時候會代替前作的天潛艦（T-Sub）作為太空船使用。是一座T型大廈。
- 五人幫大廈（H.I.V.E Tower）

海夫五人組的根據地，在前作中是海夫學院（H.I.V.E. Academy）的所在大樓。外型和英文H相同。其標誌是一隻蜜蜂。
- 塔馬拉（Tamaran）

俏嬌娃故鄉的星球。與前作不同的是，本作中塔馬拉的空氣是不適合人類呼吸的，稱為辣醬空氣。
- 蝙蝠洞（Batcave）

蝙蝠俠的根據地，同時也是羅賓離開哥譚市前的根據地。
交通工具
- 天車（T-Car）

為少年悍將的陸上交通工具，跟前作不同的是，本作中的天車是一輛越野車而不是轎車。
- 天神飛機（T-Plane）

為少年悍將的空中交通工具。
- 天神戰甲（Titan Robot）

鋼骨打造的戰鬥機器人，其五個部分（頭(鋼骨)，左臂(人皮獸)，右臂(酷姬)，左腿(羅賓)，右腿(俏嬌娃)）分別由成員控制。
- 絲絲戰甲（Silkie Bot）

這個戰甲原本應該是鋼骨設計用來防止隕石擊中天神大廈的，但在人皮獸濫用酷姬的魔法使其他成員變傻，又把絲絲變得十分聰明後，由絲絲打造完成並拯救了整個雀躍城和少年悍將。
- 天潛艦（T-Sub）

少年悍將們的水下交通工具，但在本作中只有一次用於進入俏嬌娃的大腦中。與前作不同的是，本作中天潛艦只有一個艙，而且是白色的。
其他
- 《遠古傳說》（"Ancient Legend"）

酷姬的一本記錄者各種包括神和一些傳說的古老書籍。

## 各集標題
- 第一季

| 第01集（第01/02集） 傳奇三明治/吃派好夥伴 第02集（第03/04集） 超級駕駛/惡魔老爸 第03集（第05/06集） 替身麻煩/約會計畫 第04集（第07/08集） 放輕鬆/洗衣日 第05集（第09/10集） 鬼魂/多情絲絲 第06集（第11/12集） 披薩小弟/大猩猩 第07集（第13/14集） 姊妹玩樂夜/開除風波 第08集（第15/16集） 超能力羅賓/大廈魔力 第09集（第17/18集） 寄生蟲/大說謊家 第10集（第19/20集） 肉丸派對/員工會議 第11集（第21/22集） 恐怖情人/悍將躲避球 第12集（第23/24集） 漢堡對捲餅/理想對象 第13集（第25/26集） 酷姬的分身/超猛左腿 第14集（第27/28集） 書本的魔力/懶洋洋沙發 第15集（第29/30集） 恐怖俏嬌娃/超猛絕招 第16集（第31/32集） 超瞎的未來/禁用超能力 第17集（第33/34集） 永遠的跟班/電梯遇難記 第18集（第35/36集） 第二個耶誕節/黑暗魔法的代價 第19集（第37/38集） 美腿夫人/和平計畫 第20集（第39/40集） 鬆餅/情人節 第21集（第41/42集） 仇家相戀/驅鳥任務 第22集（第43/44集） 補腦計畫/一進一出 第23集（第45/46集） 小夥伴/出賣絲絲 第24集（第47/48集） 老掉牙笑話/瑪斯與梅諾斯 第25集（第49/50集） 夢境/奶奶附身 第26集（第51/52集） 真正的魔術/木偶奇遇記 |

- 第二季

| 第01集（第53/54集） 姊妹/男人味 第02集（第55/56集） 海洋情聖/領袖風範 第03集（第57/58集） 監視行動/魔腦 第04集（第59/60集） 重拾超能力/變成老傢伙 第05集（第61/62集） 恐怖的知識/鋼骨的恐懼 第06集（第63/64集） 可愛怪物/小手手 第07集（第65/66集） 父女情深/三明治小偷 第08集（第67/68集） 小馬仙境/我愛吃蔬菜 第09集（第69/70集） 羅賓的面罩/浴室守則 第10集（第71/72集） 萬聖節/男女大對抗 第11集（第73/74集） 身體探險/公路旅行 第12集（第75/76集） 感恩節/最佳羅賓 第13集（第77/78集） 口哨大師/垃圾如火 第14集（第79/80集） 顛倒羅賓/發瘋日 第15集（第81/82集） 微笑骨/真男兒的冒險 第16集（第83/84集） 童心未泯/認真的英雄 第17集（第85/86集） 塔馬拉假期/愛的毀滅者 第18集（第87/88集） 隊長爭奪戰/正義，真理與披薩 第19集（第89/90集） 蜜蜂貨幣/來看電視吧 第20集（第91/92集） 電玩世界/酷學校 第21集（第93/94集） 足球狂熱/鍛鍊腦袋 第22集（第95/96集） 年鑑成癮症/成年人皮獸 第23集（第97/98集） 拯救鋼骨/剛好哲學 第24集（第99/100集） 營火故事/音效設計獎 第25集（第101/102集） 五人幫/瘋狂小丑 第26集（第103/104集） 除夕夜/分身計畫 |

- 第三季

第01集（第105/106集） 夢想成貓/練腿日
第02集（第107/108集） 捍衛牙齒尊嚴/破繭而出
第03集（第109/110集） 辣味遊戲/義大利麵之舞
第04集（第111/112集） 重返校園/聽命行事
第05集（第113/114集） 實況轉播/當夜晚開始發亮
第06集（第115/116集） 變奏的童話/審判鬧劇
第07集（第117/118集） 恐怖人形舞/動物本能
第08集（第119/120集） 生日快樂/黑色星期五
第09集（第121/122集） 悍將聯盟 上集/悍將聯盟 下集
第10集（第123/124集） 聖誕節的意義/卡通悍將
第11集（第125/126集） 過往的記憶/祕密花園
第12集（第127/128集） 咯咯笑食屍鬼/情人節
第13集（第129/130集） 金字塔老鼠會/終結楣運
第14集（第131/132集） 慶祝復活節/暗黑非法正義
第15集（第133/134集） 瓶困集/不動產課程
第16集（第135/136集） 強腿者聯盟/豬豬語
第17集（第137/138集） 超級鐵粉/我很威，但我很囂張
第18集（第139/140集） 搶救男生大作戰
第19集（第141/142集） 歷史課/忍術的秘訣
第20集（第143/144集） 思考未來/
第21集（第145/146集） 荒島求生記/純蛋白質
第22集（第147/148集） 恐龍大戰/許願荒島
第23集（第149/150集） 少年悍將秀/尋寶之旅
第24集（第151/152集） 勝者為王/俄勒岡小徑
第25集（第153/154集） 變成大壞蛋/高尚摔角
第26集（第155/156集） 騎龍探險/咬嘴唇舞
第27集（第157集） 披風
- 第四季

第01集（第158集） 失憶悍將
第02集（第159集） 萬聖節對戰聖誕節
第03集（第160集） 陷阱屋
第04集（第161集） 拯救金魚大作戰
第05集（第162集） 蝙蝠俠的悠閒時光
第06集（第163集） 少年悍將拯救聖誕節
第07集（第164集） 分享生日
第08集（第165集） 衛冕寶座 上集
第09集（第166集） 衛冕寶座 下集
第11集（第168集） 電影之夜
第12集（第169集） 酷姬寶貝 上集
第13集（第170集） 酷姬寶貝 下集
第14集（第171集） 抹不去的紀錄
第15集（第172集） 日光拯救時間
第16集（第173集） 金本位
第17集（第174集） 偵探大師
第18集（第175集） 詭異復活節
第19集（第176集） 殭屍手
第20集（第177集） 最佳員工
第21集（第178集） 酪梨之神
第22集（第179集） 超級英雄起源大亂配
第23集（第180集） 中魔咒
第24集（第181集） 超腦行動
第25集（第182集） 駭客悍將
第26集（第183集） 英美大戰
第27集（第184集） <當夜晚不再開始發亮，即使白天依然漆黑> 第一章:你在角落跳舞
第28集（第185集） <當夜晚不再開始發亮，即使白天依然漆黑> 第二章:你眼中的故事
第29集（第186集） <當夜晚不再開始發亮，即使白天依然漆黑> 第三章:欲擒故縱
第30集（第187集） <當夜晚不再開始發亮，即使白天依然漆黑> 第四章:夜空綻放光明
第31集（第188集） 共享經濟
第32集（第189集） 勞動節
第33集（第190集） 經典悍將
第34集（第191集） 一與零
第35集（第192集） 職業日
第36集（第193集） 蝙蝠俠的悠閒時光 2
第37集（第194集） 正義聯盟之達人偶像大亂鬥:上集
第38集（第195集） 正義聯盟之達人偶像大亂鬥:下集
第39集（第196集） 少年悍將獎
第42集（第199集） 惡魔舞會
第43集（第200集） 敢收節
第44集（第201集） 第200集特別節目:上集
第45集（第202集） 第200集特別節目:下集
第46集（第203集） 友誼的誕生
第47集（第204集） 人皮獸妹
第48集（第205集） 成軍的回顧:上集
第49集（第206集） 成軍的回顧:下集
第50集（第207集） 兄弟，世界末日
第51集（第208集） 錢多找麻煩
第52集（第209集） 蝙蝠俠的悠閒時光 3
- 第五季

第01集（第210集） 俏嬌娃的杓
第02集（第211集） 人皮獸的雞北鼻
第03集（第212集） 悍將拍電影:上集
第04集（第213集） 悍將拍電影:下集
第05集（第214集） 大廈整修
第06集（第215集） 全新超能力
第07集（第216集） 鮮蝦的力量
第08集（第217集） 怪物悍將
第09集（第218集） 創團秘辛
第10集（第219集） 量子好好玩
第11集（第220集） 正義之戰
第13集（第222集） 正義聯盟之達人偶像大亂鬥，次強團隊版:上集
第14集（第223集） 正義聯盟之達人偶像大亂鬥，次強團隊版:下集
第15集（第224集） 太空冒險:上集
第16集（第225集） 太空冒險:上集
第17集（第226集） 派對狂
第18集（第227集） 美式足球的意義
第19集（第228集） 懷舊風
第20集（第229集） 商業倫理之潛規則
第21集（第230集） 精靈總統
第22集（第231集） 悍將奇談
第23集（第232集） 以前的自己
第24集（第233集） 當公制遇上自由
第26集（第235集） 成功沒有捷徑
第27集（第236集） 小貓王
第28集（第237集） 彩蛋行動
第29集（第238集） 蝙蝠俠的悠閒時光 4
第30集（第239集） 酷姬的比賽
第31集（第240集） 怪奇版希臘神話
第32集（第241集） 悍將的危機
第33集（第242集） 體驗歌劇
第34集（第243集） 森林海盜
第38集（第247集） 夏令營學習成果
第39集（第248集） 歡迎新隊友
第40集（第249集） 蜂王漿
第41集（第250集） 偉大的渺小
第42集（第251集） 有你的回憶
第43集（第252集） 姊妹玩樂夜:上集
第44集（第253集） 姊妹玩樂夜:下集
第45集（第254集） 大災難
第46集（第255集） 觀眾決定
第47集（第256集） 卡通大對抗
第49集（第258集） 收藏大作戰
第50集（第259集） 衝啊!少年悍將:上集
第51集（第260集） 衝啊!少年悍將:下集
第52集（第261集） 還我經典
- 第六季

第02集（第263集） 蝙蝠俠的悠閒時光 5
第03集（第264集） 巫婆湯
第04集（第265集） 就是這樣
第05集（第266集） 螃蟹集團
第07集（第268集） 虛擬實境
第10集（第271集） 我們要去領獎
第11集（第272集） 蝙蝠童軍
第12集（第273集） 買車守則
第13集（第274集） 紀錄之書
第14集（第275集） 魔法大師人皮獸
第15集（第276集） 休閒風
第16集（第277集） 諷刺文學
第17集（第278集） 尋找彩蛋
第18集（第279集） 正義聯盟之達人偶像大亂鬥，正義聯盟篇:上集
第19集（第280集） 正義聯盟之達人偶像大亂鬥，正義聯盟篇:下集
第29集（第290集） 鬼魂之王
第30集（第291集） 願望清單
第31集（第292集） 蝙蝠俠的悠閒時光 6
第32集（第293集） 俏嬌娃的弱點
第33集（第294集） 拇指大戰
第34集（第295集） 幼兒悍將，耶!
第36集（第297集） 寶寶嘴
第37集（第298集） 傷兵羅賓
第45集（第306集） 真正的藝術
第46集（第307集） 訓練耐心大計畫
第48集（第309集） 按摩椅的大陰謀
第52集（第313集） 終結怪字體
- 第七季

第03集（第316集） 餵飽棉花糖鴨
第04集（第317集） 詐騙高手
第05集（第318集） PP小精靈
第06集（第319集） 拜託幫幫忙
第07集（第320集） 漫畫英雄
第08集（第321集） 太空之旅:第一集
第09集（第322集） 太空之旅:第二集
第10集（第323集） 太空之旅:第三集
第11集（第324集） 太空之旅:第四集
第12集（第325集） 鋼骨貓與人皮鼠
第13集（第326集） 天神大廈爭奪戰
第14集（第327集） 創意雙天才
第15集（第328集） 繼承人
第16集（第329集） 越洋神奇遊輪
第17集（第330集） 回收利用
第18集（第331集） 肘寶
第19集（第332集） 蝙蝠俠的生日禮物
第20集（第333集） 男孩想知道
第21集（第334集） 迎接毀滅日
第22集（第335集） 乖乖繳稅
第23集（第336集） 競速滑輪比賽
第24集（第337集） DC命名權
第25集（第338集） 南瓜人佩波
第26集（第339集） 早餐
第27集（第340集） 酷隊長
第28集（第341集） 特別的感恩節:上集
第29集（第342集） 特別的感恩節:下集
第30集（第343集） 捉迷藏大戰
第31集（第344集） 控制狂
第32集（第345集） 佳節故事
第33集（第346集） 潮味
第34集（第347集） 標準與實踐
第35集（第348集） 數學大戰
第36集（第349集） 免費的好處
第37集（第350集） 商標大戰
第38集（第351集） 尋找水行俠
第39集（第352集） 誰是嫌犯
第40集（第353集） 甜蜜復仇
第41集（第354集） 門廊小偷
第42集（第355集） 黏舅舅奇遇記
第43集（第356集） 完美提案
第44集（第357集） 夢幻新泳池
第45集（第358集） 過去的控制狂
第46集（第359集） 蝙蝠俠的悠閒時光 7
第47集（第360集） 廣告之後馬上回來
第49集（第362集） 珍惜能源，愛護地球
第51集（第364集） 配樂很重要
第52集（第365集） 365集之特別企劃
- 第八季

第04集（第369集） 少年悍將，動作片巨星:上集
第05集（第370集） 少年悍將，動作片巨星:下集
第06集（第371集） 蝙蝠俠的悠閒時光 8
第07集（第372集） 黏舅舅的小寵物
第08集（第373集） 高爾夫大賽
第09集（第374集） 總是在打擊犯罪
第10集（第375集） 殲滅復活節
第11集（第376集） 魔腦家族:上集
第12集（第377集） 魔腦家族:下集
第13集（第378集） 改造光博士
第14集（第379集） 狗狗的叛變
第15集（第380集） 情節漏洞
第16集（第381集） 萬能腰帶
第17集（第382集） 保住我們的房
第18集（第383集） 鬍鬚獵人
第19集（第384集） 彈力機器人
第20集（第385集） 正負能量大對決

## 反應
本作在播出後得到褒貶不一的回響，但收視率仍不可小覷，爛番茄上有著67%的新鮮度。在網路上也有許多負面批評，主要是由於其荒誕的幽默感與和前作的迥異之處，反對者希望卡通頻道製作原作的第六季。

## 交叉集
- 美國播出「少年悍將GO! V.S 飛天小女警」的交叉集，台灣於2016年7月30早上十點首次播出，簡稱「TTG V.S PPG」
- 2018年《電影少年悍將GO！》僅於部分國家發行電影，其他影音形式發行
- 2019年《少年悍將GO！大戰少年悍將》直接發售DVD。與少年悍將的交叉集

## 外部連結
- 互联网电影数据库（IMDb）上《少年悍將GO！》的资料（英文）
- How To Draw Teen Titans Go! （页面存档备份，存于）
- 少年悍將WIKIA （页面存档备份，存于）